# Ragnar Nathanaelsson
Ragnar Nathanaelsson, né le 27 août 1991, à Selfoss, en Islande, est un joueur islandais de basket-ball. Il évolue au poste de pivot.